# Emre Güngör
Emre Güngör (Istanboel, 1 augustus 1984) is een voormalig Turks betaald voetballer die bij voorkeur in de verdediging speelt. Hij verruilde in 2014 Antalyaspor voor Karabükspor. In 2008 debuteerde hij in het Turks voetbalelftal, waarvan hij deel uitmaakte tijdens onder meer het EK 2008.
Güngörs profcarrière begon in het seizoen 2001-'02 bij Ankaragücü. In 2008 werd hij overgenomen door Galatasaray.

## Erelijst
- Galatasaray
  - Süper Lig: 1 (2007-08)

1 Reçber ·
2 Servet ·
3 Balta ·
4 Zan ·
5 Emre Belözoğlu  ·
6 Mehmet Topal ·
7 Mehmet Aurélio ·
8 Nihat ·
9 Şentürk ·
10 Karadeniz ·
11 Metin ·
12 Zengin ·
13 Emre Güngör ·
14 Turan ·
15 Emre Aşık ·
16 Boral ·
17 Tuncay Şanlı ·
18 Kâzım-Richards ·
19 Akman ·
20 Sarıoğlu ·
21 Erdinç ·
22 Altıntop ·
23 Demirel ·
Coach: Terim